# Auguste Dupuis-Yacouba
Auguste Victor Dupuis-Yacouba (* 7. November 1865 in Gland, Département Aisne; † im Januar 1945 in Timbuktu; auch Dupuis-Yakouba) war ein französischer Missionar und Ethnologe in Westafrika. Er galt im Frankreich der Zwischenkriegszeit als bekanntes Beispiel eines Aussteigers.

## Leben
Auguste Dupuis’ Familie stammte aus Gland bei Château-Thierry. Sein Vater, der eine Schankstube in Paris betrieb und Uhrengehäuse herstellte, starb 1875. Nach dem Schulbesuch bei den Diakonissen trat Auguste Dupuis im Alter von acht Jahren in das Kleine Seminar in Soissons ein, dem sich sechs Jahre später der Besuch des Großen Seminars anschloss. Danach ging er zu den Weißen Vätern nach Algier, um ein Noviziat zu absolvieren. Dort lernte er arabisch und kabylisch. 1894 begab er sich mit Augustin Prosper Hacquard auf Missionsreise in den Süden. Die Männer bereisten den Niger flussabwärts, erreichten über Mopti Timbuktu und gründeten die Missionsstation Sainte-Marie de Tombouctou. Dupuis, der zunächst als Militärpfarrer tätig war, spezialisierte sich auf das Studium des klassischen Arabisch und besorgte sich eine Kopie der Chronik Tarikh es-Soudan und Fragmente des Leo Africanus.
Im Jahr 1901 beriefen die Weißen Väter Dupuis zurück nach Algier. Dieser lehnte jedoch ab, zog ein Leben als Fischer am Niger vor und trat aus dem Orden aus. Er heiratete nach islamischem und christlichem Ritus Salama, eine Frau aus einer wohlhabenden Fulbe-Familie. Mit Salama, die zwei Kinder in die Ehe mitbrachte, hatte er mehrere Kinder, darunter den späteren General Henri Dupuis-Yacouba. Auguste Dupuis passte sich dem Leben der Einheimischen an und erhielt den Beinamen Yacouba („Jakob“). Er widmete sich der ethnografischen Forschung und erlernte Songhai, Tamascheq, Bambara und Fulfulde. 1910 gründete er in Timbuktu eine Koranschule. Seine Beziehungen zur französischen Verwaltung blieben aufrecht. Dupuis-Yacouba war als Übersetzer und als Richter nach einheimischem Gewohnheitsrecht tätig und übernahm weitere Funktionen, etwa von 1920 bis 1922 die des Kreiskommandanten von Goundam.
Der Journalist Albert Londres bezeichnete ihn 1928 als „Yakouba le décivilisé“ („Yakouba der Ent-Zivilisierte“). William Buehler Seabrook nannte Dupuis-Yacouba im Titel seiner 1934 erschienenen Biografie „White Monk of Timbuctoo“ („weißer Mönch von Timbuktu“).

## Schriften
- Manuel de la langue Soñgay parlée de Tombouctou à Say dans la boucle du Niger. Verfasst mit Augustin Prosper Hacquard. Maisonneuve, Paris 1897.
- Les Gow ou chasseurs du Niger. Légendes songaï de la région de Tombouctou. Mit einem Vorwort von Maurice Delafosse. Ernest Leroux, Paris 1911.
- Notes sur les principales circonstances de la vie d’un Tombouctien. In: Revue d’ethnographie et de sociologie. t. 4, 1913, S. 100–104.
- Notes sur Tombouctou. Vie journalière, habillement, mobilier, etc. In: Revue d’ethnographie et de sociologie. t. 5, 1914, S. 248–263.
- Essai de méthode pratique pour l’étude de la langue songöi ou songäi, langue commerciale et politique de Tombouctou et du Moyen-Niger. Suivie d’une légende en songöi avec traduction et d’un dictionnaire songöi-français. Leroux, Paris 1917.
- Industries et principales professions des habitants de la région de Tombouctou. Emile Larose, Paris 1921.

## Ehrungen
- 1933: Ritter der Ehrenlegion